# Пјано Ђимело (Месина)
Пјано Ђимело је насеље у Италији у округу Месина, региону Сицилија.
Према процени из 2011. у насељу је живело 13 становника. Насеље се налази на надморској висини од 384 м.